# 大唐国际发电
大唐国际发电股份有限公司(港交所：991、上交所：601991、OTCBB：DIPGY
)，簡稱大唐發電，是中国独立发电及供電企业，也是中國五大國有電力集團之一。1997年3月24日在伦敦和香港的证券交易所上市，是中国大唐集团的核心子公司。公司旗下的电厂遍布中国各地，而其中在华北地区更具有举足轻重的地位。其主要经营发电业务，以火电为主，同时亦新建了不少水电站，在全中国范围内拥有和控股了多座大中型发电厂，包括托克托发电厂、开远发电厂以及张家口发电厂等。

## 概况
大唐国际发电股份有限公司原名北京大唐发电股份有限公司，早期曾由中国华北电力集团公司控股，而在2002年中国电力体制改革后，公司成为了中国大唐集团的核心子公司。公司于1994年成立，拥有主要向京津唐电网（范围包括首都北京市、天津市、河北省北部）供电的几座大中型发电厂。1997年，公司在香港交易所和伦敦证券交易所发行了H股，募集资金用以建设新电厂。2005年，公司决定未来在上海证券交易所增发A股筹集资金，同样用于兴建电厂。
由于大股东的关系，公司早期集中在京津唐电网及华北电网发展。在电力体制改革后，以公司为核心，组建了中国大唐集团公司。此后，公司开始向全中国范围内拓展，水电与火电并举，陆续获得华东、南方等多个地方的电厂发展权，甚至还参与了煤矿和大秦铁路的建设。由于华北电力集团曾将公司的股权作为筹码，与北京、天津、河北等地方政府拥有的电网资产进行交换，导致了大股东对公司的控股权被大量稀释，使得如今的大唐集团没有将资产注入公司的意愿，公司只能依靠自己的力量发展。目前大唐集团主要致力于自有电厂的改建和扩建，新建电厂则一般交由公司发展。
2017年12月6日，大唐发电以181.275亿元现金向控股股东中国大唐集团收购其拥有的河北公司、黑龙江公司及安徽公司的全部股权。

## 参看
- 托克托发电厂
- 神头发电厂